# كيلي بيكيه
كيلي تامسما بيكيه سوتو مايور (من مواليد 7 ديسمبر 1988) هي عارضة أزياء برازيلية وهولندية وكاتبة عمود ومدونة ومتخصصة في العلاقات العامة.

## الحياة المبكرة والتعليم
ولدت كيلي تامسما بيكيه سوتو مايور في هومبورغ بألمانيا.
هي ابنة نيلسون بيكيه ، سائق السباقات البرازيلي وبطل العالم ثلاث مرات في الفورمولا واحد ، وسيلفيا تامسما ، عارضة أزياء هولندية.
أمضت معظم طفولتها في جنوب فرنسا.
في سن 12 ، انتقلت إلى البرازيل حيث عاشت حتى بلغت 15 عاما. بعد ذلك عاد بيكيه إلى فرنسا ، وعاشت هناك لمدة عام آخر قبل أن ينتقل إلى إنجلترا للدراسة في مدرسة داخلية.
في سن 17 ، عادت إلى البرازيل لحضور سنتها الأخيرة في المدرسة الثانوية في المدرسة الأمريكية في برازيليا.
التحقت بيكيه بكلية ماريماونت مانهاتن في مدينة نيويورك ، وتخصص في العلاقات الدولية مع التركيز على العلوم السياسية والاقتصاد.

## مهنة
خلال الكلية ، أخذت تدريبا داخليا في الموضة وقررت مواصلة العمل في المنطقة.
عملت في Vogue Latinoamerica وBergdorf Goodman و KCD PR Agency ، بالإضافة إلى كونها كاتبة عمود في مجلة ماري كلير.
كنموذج ، ظهرت بيكيه ل PatBO و Lucas Boccalão.
سارت على المنحدر في بعض عروض الأزياء.
في أبريل 2015 ، أصبحت بيكيه مسؤولة عن تغطية وسائل التواصل الاجتماعي للفورمولا إي.

## الحياة الشخصية
في يناير 2017 ، بدأت بيكيه في مواعدة سائق الفورمولا واحد الروسي دانييل كفيات.
رحب بيكيه وكفيات بابنة بينيلوبي في يوليو 2019.
في ديسمبر 2019 ، أعلن انفصال بيكيه وكفيات.
كان بيكيه على علاقة مع سائق الفورمولا واحد ماكس فيرستابن منذ عام 2021.
في عام 2025 ، ولدت ابنتهما ليلي.

## روابط خارجية
- الموقع الرسمي
- كيلي بيكيه على إنستغرام